# Mars Polar Lander
La Mars Polar Lander (MPL) va ser una sonda espacial robòtica de la NASA. Va ser llançada per un coet Delta II 7425 el 3 de gener de 1999 i va arribar a Mart el 3 de desembre de 1999, després d'un viatge de nou mesos. Era la primera temptativa de descens al planeta Mart des de la missió Mars Pathfinder de 1996.
La MPL formava juntament amb la Mars Climate Orbiter la missió Mars Surveyor '98.
La sonda transportava tres mòduls de descens: la sonda principal, Mars Polar Lander i dues microsondes amb l'experiment Deep Space 2.

## Desenvolupament de la missió

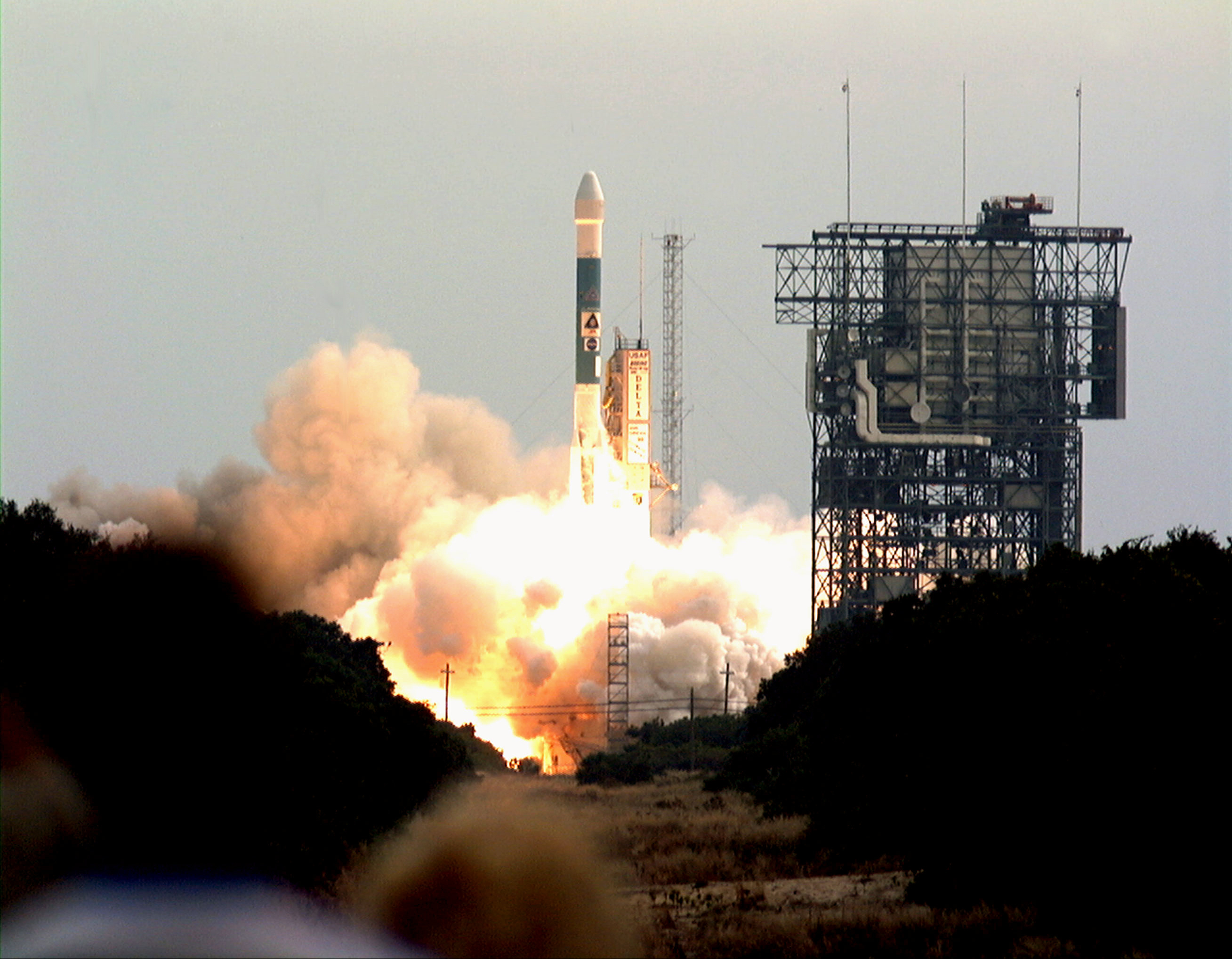
Llançament de la Mars Polar Lander.

La sonda va arribar en bon estat fins a l'òrbita de Mart. Minuts abans de la seva entrada en l'atmosfera, l'etapa propulsora que transportava els mòduls de descens va ser ejectada, començant el descens dins d'una càpsula protectora tèrmico-mecànica. Igualment les dues microsondes  Deep Space 2  es van desconnectar de l'etapa propulsora, iniciant el seu descens independentment de la càpsula principal. Les dues microsondes tenien per nom  Amundsen  i  Scott , en homenatge als dos primers exploradors del pol Sud de la Terra.
El punt d'aterratge de la sonda MPL principal estava proper al pol Sud marcià, entre 74° sud i 78° sud, a menys de 1.000 km del pol. Aquesta àrea és una regió en la qual la capa de gel polar avança i retrocedeix en funció de les estacions de l'any marcià.
El 3 de desembre de 1999, deu minuts abans d'aterrar, s'hi va perdre el contacte.

## Causa de la pèrdua de la missió
Durant molt de temps l'empresa constructora de la sonda va afirmar que aquesta es podria haver estavellat o ser incapaç de comunicar-se amb la Terra a causa d'una incorrecta elecció del lloc d'aterratge, segons ells massa accidentat. No obstant això, arran d'investigacions posteriors aquesta hipòtesi es considera poc creïble.
Després de la compromesa pèrdua de la Mars Climate Orbiter el setembre del mateix any, la NASA havia iniciat una investigació sobre la gestió del seu programa marcià. Pocs dies abans de l'arribada a Mart de la Mars Polar Lander, es va trobar un error potencialment catastròfic: el motor de descens no s'havia provat a les temperatures que es trobaria durant el descens. Segons la NASA això no calia, ja que el motor havia volat en altres ocasions i havia funcionat perfectament. No obstant això, davant els requeriments de més informació, no es van oferir explicacions de quines havien estat aquestes missions. A causa d'això es considera probable que el motor no actués degudament i la sonda s'estavellés contra la superfície marciana.
Investigacions posteriors van trobar una altra possible causa que podria haver causat que la sonda s'estavellés fins i tot encara que el motor hagués funcionat. Durant el descens l'obertura de les potes d'aterratge era tan brusca que podria haver activat els sensors que indicaven que s'havia tocat fons, responsables d'aturar el motor. Així, la sonda hauria parat el seu motor en ple vol, estavellant-se fatalment contra el terra.
Entre 1999 i el 2000 es va buscar les restes de la Mars Polar Lander usant imatges de la Mars Global Surveyor. Aquests intents, després d'algunes falses expectatives, van resultar infructuosos. S'espera que la càmera de la Mars Reconnaissance Orbiter, de major resolució, pugui finalment localitzar les restes de la sonda.
No es coneix la causa exacta de la pèrdua de les  Deep Space 2 . Les possibles causes identificades són:
- Que el transmissor no sobrevisqués a l'impacte.
- L'impacte s'efectués en un terreny massa dur.
- Les bateries, que no s'havien revisat des del llançament, podrien haver perdut energia.

## Conseqüències
Després del fracàs de la missió se'n va cancel·lar una de semblant per a l'any 2001. Aquesta finalment ha arribat a volar, amb el nom de Phoenix, llançada el 2007.

## Mapa interactiu de Mart
El següent mapa d'imatge del planeta Mart conté enllaços interns a característiques geogràfiques destacant les ubicacions de Rovers i mòduls de descens. Feu clic en les característiques i us enllaçarà a les pàgines dels articles corresponents. El nord està a la part superior; les elevacions: vermell (més alt), groc (zero), blau (més baix).